# Andrea Kimi Antonelli
Andrea Kimi Antonelli, (Bologna, 2006. augusztus 25. –) ismertebb nevén Kimi Antonelli, olasz autóversenyző, korábbi olasz és német F4-es bajnok, valamint a 2023-as Formula Regionális Európa-bajnokság győztese. 2025-től a Formula–1-es Mercedes csapatának versenyzője.

## Magánélete
Marco Antonelli és Veronica Pomaro gyermekeként született. Édesapja korábbi autóversenyző, valamint a olasz F4-es bajnokságban szereplő AKM Motorsport csapat tulajdonosa.

## Pályafutása

### Formula–4
Andrea Kimi 2021-ben versenyzett először az olasz F4-ben, ahol 9 futamon háromszor állt dobogóra, a szezont a 10. helyen zárta. A következő szezonban az olasz és német Formula-4-ben versenyzett, és mindkét bajnokságot megnyerte.
A 2023-as szezonban a Formula Regionális Európa-bajnokságban ált rajthoz a Prema csapatával, öt győzelemmel és 11 dobogós helyezésével, 300 pontot gyűjtve ismét bajnok lett.

### Formula–2
Antonelli 2024-ben – az F3-at átugorva – rögtön a Formula–2-es mezőnyben kezdett versenyezni, ismét a Prema színeiben Oliver Bearman csapattársaként.
A bahreini nyitófutamon debütált a bajnokságban, a másnapi főfutamon a 10. helyen ért célba. Az első győzelmét a brit sprintfutamon szerezte meg, majd a második-egyben utolsó győzelmét Magyarországon a főfutamon aratta. A záró hétvégén Abu-dzabiba a kvalifikáció után betegség miatt visszalépett az utolsó két versenytől. A szezon végén a 26 futamon 113 pontot szerzett, és a 6. helyen zárta a bajnoki pontversenyt.

### Formula–1
A Mercedes AMG F1 junior csapatának 2019-ben lett a tagja.
A csapat 2024. augusztus 26-án jelentette be, hogy Antonelli az Olasz Nagydíjon bemutatkozási lehetőséget kap hazai közönség előtt, George Russell autóját vezetve, az első szabadedzésen. A gyakorlás nem sikerült jól Antonelli számára: a szabadedzés elején összetörte a Mercedes AMG W15-öt, miután megforgott a Parabolicánál. Ennek ellenére másnap a csapat bejelentette, hogy a 2025-ös szezontól ő váltja a hétszeres világbajnok Lewis Hamilton-t a Mercedesnél, George Russell csapattársaként.
A 2025-ös ausztrál nagydíjon debütált, ő lett a 100-dik olasz F1-es versenyző. Mindenidők harmadik legfiatalabbjaként debütált; 18 évesen 203 naposan a világbajnokság történetében. Az időmérőedzésen csak a 16. rajtkockát szerezte meg. A kaotikus verseny második körében a 13. helyre zárkózott fel, majd a 14 körben Nico Hülkenberget utasította maga mögé (12.), két körrel később megpördült és visszaesett egy pozíciót. A 34. körben a pontszerző helyen autózott, miután Alonso baleset szenvedett. Az 52. kört már az 5. helyen kezdte meg a Safety Car fázist követően. Az utolsó körökben a negyedik helyért Alexander Albonnal csatázott, és a 9-es kanyarban kívülről ment el mellette. Ezzel mindenidők második legfiatalabb pontszerzője lett. A futam közben öt másodperes büntetést kapott, veszélyes kiengedés miatt a bokszutcában, így nem tarthatta meg a negyedik helyét, végül a futamot követően pár órával az FIA visszavonta a büntetést. A kínai nagydíjon a 8. helyről várta a lámpák kialvását, majd a 6. helyen intette le a kockászászló.
A japán nagydíj időmérőedzésen a 6. helyen végzett. A futamon a 21. körtől tíz körön keresztül vezette a versenyt (ő a legfiatalabb versenyző, aki az első helyen állt egy futamon, Max Verstappen rekordját adta át a múltnak három nap különbséggel). A nagydíjat a 6. helyen zárta és a leggyorsabb kört is elvitte, így szintén ő a legfiatalabb, aki egy versenyen megfutotta a leggyorsabb kört, 18 évesen 224 naposan. A bahreini nagydíj időmérőedzésén a 4. helyet szerezte meg, majd a boxutcában egy korai kiengedés miatt a csapatot megbüntették és a két versenyzőt 1–1 pozícióval hátrasorolták a másnapi versenyre.
A miami nagydíj sprintidőmérőjén pole pozíciót szerzett, a sprintfutamon a 7. helyen zárt. A főidőmérőn a harmadik helyet szerezte meg, a futamon három pozíciót hátracsúszva a 6. helyen ért célba. 
A kanadai nagydíj időmérőedzésén a negyedik rajtkockát szerezte meg. A futamon a rajtot követően Oscar Piastri-t utasította maga mögé, többszőr is utolérte a második helyen autózó Max Verstappent, a második kiállásnál a bokszkijáraton nem sokon múlt hogy megelőzze a címvédőt. Az utolsó 16 körben védekezési kényszerbe került az éllovas Piastrival szemben és utolérte őket Lando Norris is. A futam vége előtt öt körrel a két McLaren ütközött, így a biztonsági autós fázist követően a harmadik helyen intették le (az első helyen Russell, a másodikon Verstappen végzett). Ő lett Jarno Trulli óta (2009-es japán nagydíjon) az első olasz F1-es versenyző, aki dobogóra állhatott. Ezzel 18 évesen és 294 naposan Max Verstappen és Lance Stroll után minden idők harmadik legfiatalabb dobogósa a sportág történelmében.
Az osztrák nagydíjon már a nyitókörben kiesett, miután a hármas kanyarban elmérte a féktávot, majd ezt követően belecsapódott Max Verstappenbe. Az incidens után a hollandnak is befejeződött a versenye, így Kimit egy három rajthelyes büntetéssel sújtották a következő nagydíjra, továbbá két büntetőpontot kapott.

## Eredményei

### Karrier összefoglaló
| Szezon | Bajnokság                                 | Csapat                        | Verseny     | Győzelem    | Pole        | Leggyorsabb kör | Dobogós helyezés | Pont        | Helyezés    |
| ------ | ----------------------------------------- | ----------------------------- | ----------- | ----------- | ----------- | --------------- | ---------------- | ----------- | ----------- |
| 2021   | Olasz Formula–4-bajnokság                 | Prema Powerteam               | 9           | 0           | 0           | 0               | 3                | 54          | 10.         |
| 2021   | FIA Central European Zone Formula 4       | Prema Powerteam               | 2           | 0           | 0           | 0               | 0                | 18          | 9.          |
| 2021   | Formula 4 UAE Championship - Trophy Round | Abu Dhabi Racing by Prema     | 1           | 0           | 1           | 0               | 1                | N/A         | 3.          |
| 2022   | Olasz Formula–4-bajnokság                 | Prema Racing                  | 20          | 13          | 14          | 14              | 15               | 362         | 1.          |
| 2022   | Német Formula 4-bajnokság                 | Prema Racing                  | 15          | 9           | 7           | 8               | 12               | 313         | 1.          |
| 2022   | Formula 4 UAE-bajnokság                   | Prema Racing                  | 4           | 2           | 1           | 2               | 4                | 117         | 8.          |
| 2022   | Formula 4 UAE-bajnokság                   | Abu Dhabi Racing by Prema     | 4           | 0           | 0           | 1               | 1                | 117         | 8.          |
| 2022   | FIA Motorsport Games Formula 4 Cup        | Team Italy                    | 1           | 1           | 1           | 1               | 1                | N/A         | 1.          |
| 2023   | Formula Regionális Közel-kelet-bajnokság  | Mumbai Falcons Racing Limited | 15          | 3           | 3           | 5               | 7                | 192         | 1.          |
| 2023   | Formula Regionális Európa-bajnokság       | Prema Racing                  | 20          | 5           | 4           | 5               | 11               | 300         | 1.          |
| 2023   | Italian GT Sprint Championship - GT3 Pro  | AKM Motorsport                | 2           | 1           | 1           | 2               | 2                | 32          | 8.          |
| 2024   | Formula–2                                 | Prema Racing                  | 26          | 2           | 0           | 4               | 3                | 113         | 6.          |
| 2024   | Formula–1                                 | Mercedes                      | Tesztpilóta | Tesztpilóta | Tesztpilóta | Tesztpilóta     | Tesztpilóta      | Tesztpilóta | Tesztpilóta |
| 2025   | Formula–1                                 | Mercedes                      | 12          | 0           | 0           | 1               | 1                | 63*         | 7.*         |

* Szezon folyamatban.

### Teljes FIA Formula–2-es eredménysorozata
(Táblázat értelmezése)

(Félkövér: pole-pozícióból indult; dőlt: leggyorsabb kört futott) 

| Év   | Csapat       | 1          | 2          | 3         | 4         | 5          | 6         | 7          | 8         | 9         | 10        | 11         | 12         | 13         | 14         | 15        | 16         | 17         | 18        | 19        | 20        | 21         | 22        | 23        | 24        | 25          | 26         | 27         | 28         | Helyezés | Pont |
| ---- | ------------ | ---------- | ---------- | --------- | --------- | ---------- | --------- | ---------- | --------- | --------- | --------- | ---------- | ---------- | ---------- | ---------- | --------- | ---------- | ---------- | --------- | --------- | --------- | ---------- | --------- | --------- | --------- | ----------- | ---------- | ---------- | ---------- | -------- | ---- |
| 2024 | Prema Racing | BHR SPR 14 | BHR FEA 10 | KSA SPR 6 | KSA FEA 6 | AUS SPR Ki | AUS FEA 4 | IMO SPR 10 | IMO FEA 4 | MON SPR 4 | MON FEA 7 | ESP SPR 15 | ESP FEA 12 | AUT SPR 15 | AUT FEA 13 | GBR SPR 1 | GBR FEA Ki | HUN SPR 14 | HUN FEA 1 | BEL SPR 6 | BEL FEA 9 | ITA SPR 18 | ITA FEA 4 | AZE SPR 7 | AZE FEA 3 | QAT SPR 19† | QAT FEA Ki | UAE SPR Vi | UAE FEA Vi | 6.       | 113  |

† A versenyt nem fejezte be, de helyezését értékelték, mert a versenytáv több, mint 90%-át teljesítette.

### Teljes Formula–1-es eredménysorozata
(Táblázat értelmezése)

(Félkövér: pole-pozícióból indult; dőlt: leggyorsabb kört futott) 

| Év   | Csapat   | 1     | 2     | 3     | 4      | 5     | 6     | 7      | 8      | 9      | 10    | 11     | 12     | 13     | 14     | 15  | 16     | 17  | 18  | 19  | 20     | 21  | 22  | 23  | 24  | Helyezés | Pont |
| ---- | -------- | ----- | ----- | ----- | ------ | ----- | ----- | ------ | ------ | ------ | ----- | ------ | ------ | ------ | ------ | --- | ------ | --- | --- | --- | ------ | --- | --- | --- | --- | -------- | ---- |
| 2024 | Mercedes | BHR   | SAU   | AUS   | JPN    | CHN   | MIA   | EMI    | MON    | CAN    | ESP   | AUT    | GBR    | HUN    | BEL    | NED | ITA Tp | AZE | SIN | USA | MEX Tp | BRA | LVS | QAT | UAE | —        | —    |
| 2025 | Mercedes | AUS 4 | CHN 6 | JPN 6 | BHR 11 | SAU 6 | MIA 6 | EMI Ki | MON 18 | ESP Ki | CAN 3 | AUT Ki | GBR Ki | BEL 16 | HUN 10 | NED | ITA    | AZE | SIN | USA | MEX    | BRA | LVS | QAT | UAE | 7.*      | 64*  |

* A szezon jelenleg is zajlik.
† A versenyt nem fejezte be, de helyezését értékelték, mert a versenytáv több, mint 90%-át teljesítette.
‡ A versenyt félbeszakították, és mivel nem teljesítették a táv 75%-át, így a szerezhető pontoknak csak a felét kapta meg.